# Nils-Joel Englund
Nils-Joel Englund, född 9 april 1907 i Överluleå församling, Norrbottens län, död 22 juni 1995 i Tolfta församling, Uppsala län, var en svensk längdåkare som tävlade under 1930-talet.
Nils Joel Englund vann 12 svenska mästerskap varav 10 i lag och två individuellt (15 kilometer 1932 och 50 kilometer 1934.  Englunds första internationella mästerskap var VM 1933 där han tog två guld. Dels på 18 kilometer och dels i det svenska stafettlag som vann det första guldet i stafett. Vid VM på hemmaplan i Sollefteå 1934 blev det silver på 50 kilometer och brons i stafett. Bättre blev VM 1935 då Englund vann 50 kilometer och blev bronsmedaljör i stafett. Englund deltog i ett olympiskt spel, OS 1936 där han blev bronsmedaljör på 50 kilometer. Han vann även guldmedalj vid skidtävlingarna i Kuopio 1935, i Rovaniemi 1936 samt silver vid Holmekollentävlingarna 1937. Från 1938 drev firman Sportkompaniet, Nils Englund & co.. Han var vintern 1942–1943 anställd som skidlärare i Schweiz.